# Marguerite Merentié

Carmen (ohne Jahr)

Marguerite Merentié (geboren 1880; gestorben nach 1912) war eine französische Opernsängerin in der Stimmlage Sopran. 

## Leben
Marguerite Merentié studierte am Conservatoire National Paris und arbeitete ab 1905 an der Grand Opéra Paris. Sie debütierte als Chimène in Le Cid von Jules Massenet. 1909 sang sie als Antrittsrolle an der Pariser Opéra-Comique die Carmen.   Sie war häufig an der Oper von Monte Carlo engagiert, wo sie 1908 die Flora in La Traviata und die Gräfin Ceprano im Rigoletto sang.
1906 sang sie am Théâtre Nouveau Paris in der Uraufführung der Oper Le Clown von Isaac de Camondo, am 15. Dezember 1911 an der Opéra-Comique in der Oper Bérénice von Albéric Magnard. 1908 trat sie als Gast am Théâtre de la Monnaie in Brüssel auf. 1909 gastierte sie in einer einzigen Vorstellung an der Mailänder Scala in der italienischen Premiere der Oper Théodora von Xavier Leroux. 1918 übernahm sie an der Opéra-Comique in der 100. Aufführung der Oper Sapho von Massenet die Partie der Fanny Legrand. Nach 1919, als sie als Mme Lange in La Fille de Mme Angot von Charles Lecocq angekündigt war, sind von ihr keine Auftritte mehr verzeichnet.
Bei Pathé gestaltete sie 1912 die Titelrolle in der ersten vollständigen Aufnahme der Oper Carmen.